# Thaís Vasconcelos
Thaís Vasconcelos é uma botânica brasileira nascida em Brasília. Ganhou notoriedade após ser a primeira latino-americana a ganhar a Medalha John C Marsden pela melhor tese de doutorado em biologia.

## Vida acadêmica
Thaís estudou na Universidade de Brasília (UnB), graduando-se em ciências biológicas, fazendo o mestrado em botânica na mesma universidade. Fez seu doutorado no Reino Unido graças a uma bolsa da Coordenação de Aperfeiçoamento de Pessoal de Nível Superior (Capes), e do antigo programa de intercâmbio estudantil Ciências sem Fronteiras, inscrevendo-se no University College London sob a orientação de Astrid Wingler, estando alocada a tempo inteiro nos Reais Jardins Botânicos de Kew.
Em 2018 ganhou a John C Marsden Medal (Medalha John C Marsden), atribuída pela Linnean Society of London, de Londres, atribuída à melhor tese de doutorado em Biologia para programas de pós-graduação do Reino Unido. A Linnean Society é mais antiga sociedade de estudos de história natural do planeta e é a mesma sociedade científica a qual Charles Darwin apresentou sua teoria da Origem das Espécies pela primeira vez.
A tese premiada estuda a família Myrtaceae, que inclui plantas como a pitanga e o eucalipto, abordando a origem da família no antigo continente da Zelândia, tendo chegado há cerca de 40 milhões de anos à América do Sul, através da Antártida, numa época em que esta ainda não era coberta por gelo. Esta origem está fundamentada no parentesco entre as plantas da região da Nova Zelândia com as da América do Sul, assim como por fósseis encontrados na Antártida e na Patagônia. Thaís mapeou a relação do formato das flores com as abelhas responsáveis pela polinização, descobrindo que as flores dessas plantas, que necessitam de um formato específico para que a polinização ocorra, mudaram muito pouco de formato ao longo dos últimos 40 milhões de anos. De acordo com Thaís este não era o resultado esperado, já que as flores mudam muito de formato ao longo da evolução, devido à seleção por polinizadores.
Thaís diz ter enfrentado dificuldades no ambiente acadêmico, também aí muito machista, referindo que em alguns momentos sentia grande dificuldade de ser levada a sério ao apresentar uma ideia diferente.